# Palazzo Firrao

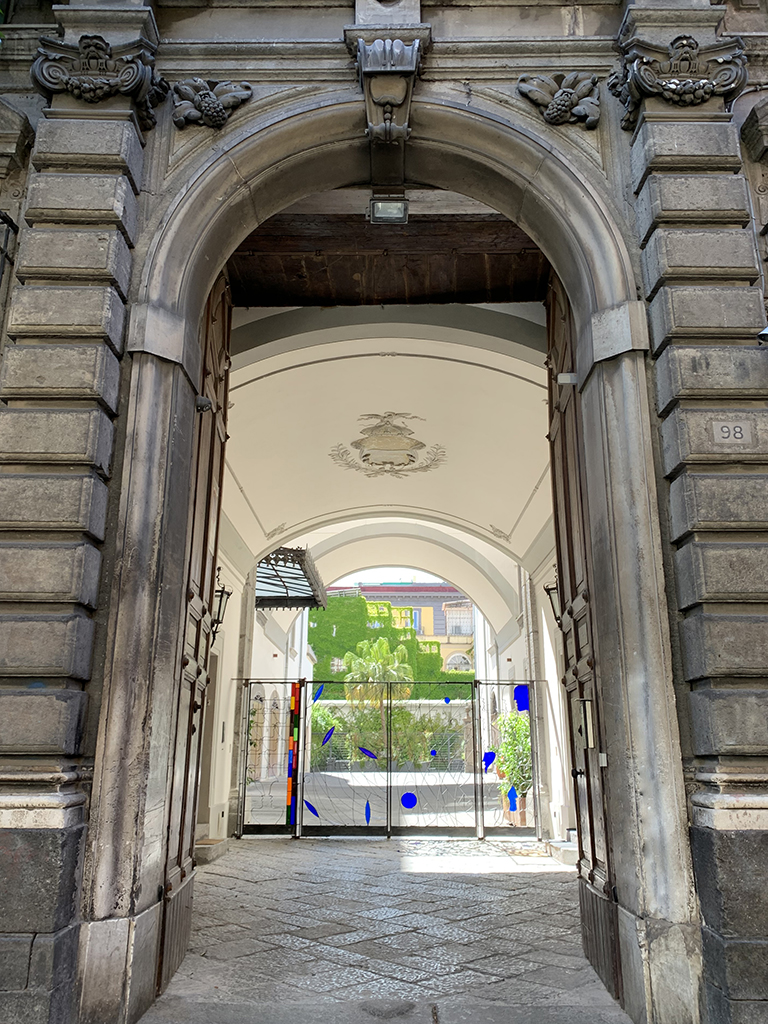
L'androne del palazzo ed il cancello di Mimmo Paladino.

Palazzo Firrao è un edificio barocco di Napoli, ubicato in via Santa Maria di Costantinopoli, al civico 98.

## Storia
La fabbrica originaria risale alla seconda metà del millecinquecento e fu edificata da Giulio Cesare di Capua, principe di Conca, a seguito dell'allargamento delle mura cittadine voluto dal viceré Pedro Álvarez de Toledo y Zúñiga duca d'Alba; così come tutti i palazzi sul lato ovest di via Santa Maria di Costantinopoli, fu edificata con una pianta ad U, con una facciata di rappresentanza sulla strada pubblica e due ali laterali che si protendevano sul retrostante giardino, confinante con le nuove mura. In quel periodo la zona era al centro di un progetto di riqualificazione, in particolare con il collegamento con via Toledo e con il Largo del Mercatello (oggi, piazza Dante), attraverso l'apertura del torrione angioino che diventava Port'Alba.
Il principe di Conca nel 1610 vendette l’immobile a GIacomo Zattera, Barone di Marigliano, il quale morì poco più tardi lasciando l’immobile in eredità al figlio Cesare Zattera ancora minorenne. Nel 1621 l'edificio fu acquistato dal principe Cesare Firrao che aveva trasferito la famiglia a Napoli, aggregando il Casato al Patriziato napoletano del Seggio di Porto; i Firrao erano nel Seicento in forte espansione sociale ed economica: nel 1620 Cesare era stato insignito del titolo di principe di Luzzi e nominato montiero maggiore della Real corte di Filippo III di Spagna. Tommaso Firrao (1615-1660) aggiunse il titolo di Principe di Sant'Agata.
Tra il 1631 ed il 1636 veniva allargata la sede stradale ed in quegli stessi anni furono rifatte alcune delle facciate che ivi prospettavano. Le trasformazioni volute dal nuovo proprietario interessarono prevalentemente la facciata monumentale, rifatta per raccontare la potenza ed il fasto del casato Firrao e la sua fedeltà agli Asburgo; i Firrao mostrarono così il loro status attraverso diverse costruzioni o opere dedicate alla loro nobile famiglia; oltre al palazzo, infatti, essi vollero per sé anche una cappella di famiglia, acquistata quest'ultima presso la basilica di San Paolo Maggiore.
Il palazzo rischiò di andare distrutto durante i moti del 1647 a causa del ruolo assunto dal principe di Sant'Agata rispetto alla monarchia, e fu solo grazie all'intervento provvidenziale del cardinale Filomarino che fu possibile evitare il peggio. 
Successivamente passò in proprietà dei principi Sanseverino di Bisignano a seguito del matrimonio nel 1789 tra Tommaso Sanseverino e Livia Firrao, figlia di Tommaso Firrao (dal 1798 Viceré di Sicilia) ed ultima erede del casato Firrao. I Sanseverino di Bisignano, di cui si conserva ancora oggi lo stemma dipinto sotto la volta dell'androne, vi abitarono fino alla morte dell'ultimo discendente, Luigi Sanseverino.
Per oltre un secolo è stato condotto in locazione dall'ARIN (Azienda Risorse Idriche Napoletana); nel 2005 è stato destinato nuovamente ad uso residenziale.

## Descrizione

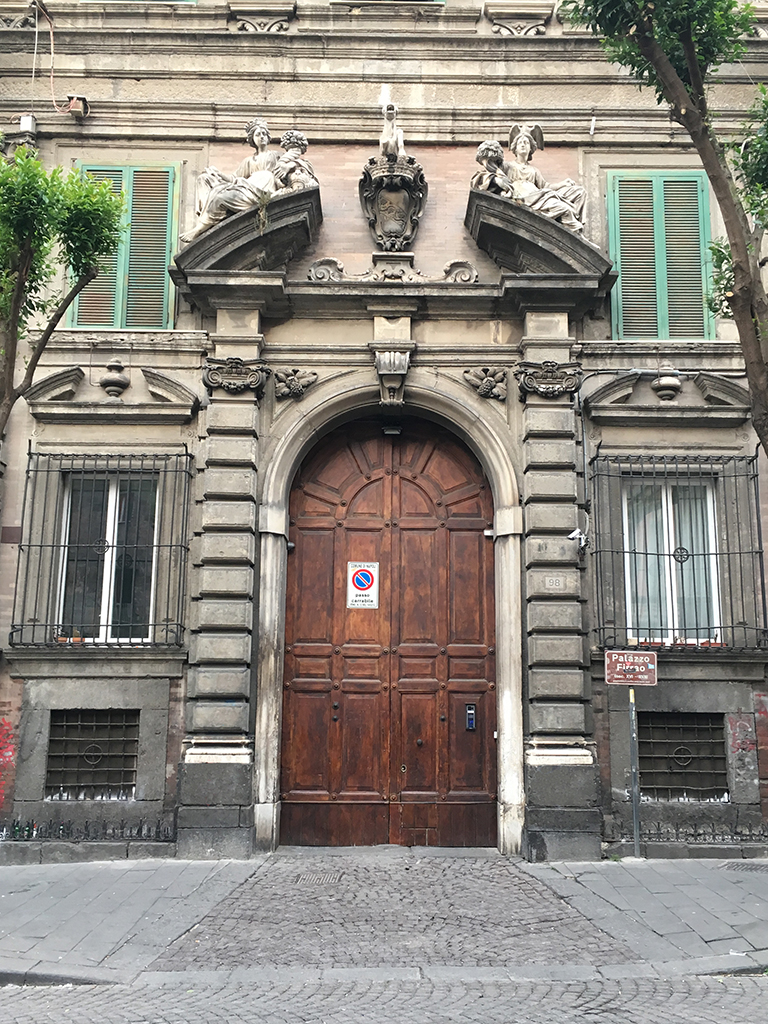
Il portale del palazzo.

Si discute della paternità della facciata barocca del fabbricato; si ritiene prevalentemente che l'intervento, iniziato intorno al 1635 ed ultimato solo nel 1645, fu progettato ed avviato da Cosimo Fanzago e poi realizzato dalla medesima squadra di marmorari e scultori impiegati negli stessi anni nella cappella Firrao in San Paolo Maggiore: «l'aspetto estraniante di questa composizione di facciata rispetto ad altre opere fanzaghiane é dato dal riconoscere i suoi temi e non la sua mano, quasi che altri avessero usato un suo disegno, od i suoi motivi ornamentali, componendoli in uno spazio troppo vincolante per la sua esuberanza espressiva». È oramai stato acclarato sia il rapporto conflittuale di Cesare Firrao con Cosimo Fanzago, sia l’esecuzione o ultimazione dei lavori ad opera di Jacopo Lazzari, Dionisio Lazzari, Simone Tacca, Francesco Valentino e Giulio Mencaglia.
L'intero apparato decorativo della facciata è in piperno e marmo pregiato mentre i paramenti murari sono in mattoni pieni. La facciata si compone di quattro livelli; si innalza su una base di piperno intervallata, ai piani terra e primo, da sei paraste bugnate con capitelli ionici; le tre finestre per lato al pian terreno sono sormontate da timpani spezzati mentre al primo piano sono in cornici cinquecentesche. Le due finestre, agli estremi destro e sinistro del pian terreno, contengono, ciascuna, una statua femminile.
Le finestre del primo e del secondo livello sono disposte in simmetria con il portale, composto da due enormi lesene sormontate da un timpano spezzato. Al di sopra del portale troneggiano due figure, di Jacopo Lazzari, di stampo classicheggiante: la "Magnanimità", poggiata su un felino mentre imbraccia una cornucopia, e la "Liberalità" anch'essa dotata di cornucopia ed accompagnata da un'aquila.
Il piano nobile si sviluppa su un'altezza di nove metri e presenta sette finestre rettangolari (di cui due con balconi risalenti al cinquecento) intervallate da otto panoplie decorate con trofei militari. Le finestre sono sormontate da timpani spezzati con clipei con busti marmorei della casata Asburgo, scolpiti da Giulio Mencaglia, che da sinistra a destra rappresentano: Filippo IV, Filippo II, Ferdinando II, Carlo V, Ferdinando III, Filippo III e Carlo II. Taluni di tali busti mascherano piccole finestre semicircolari. Ai lati, otto lesene si allargano in alto verso capitelli che sorreggono, al livello superiore ed ultimo, degli elementi allegorici: due leoni rampanti sopra corone, due tralci di vite e due cavalli rampanti. Ognuna delle basi, su cui poggiano tali elementi, reca dei cartigli con un gruppo di parole che formano la seguente oscura locuzione:
VTRI NOVI VINO ILLA FINIS PROEMIVM ASTRA VULGARE»
L'ultimo livello presenta sette finestre ad arco tondo ed è coronato da un cornicione a mensole fortemente aggettante: tutti tali elementi risalgono all'edificazione cinquecentesca. 
All'interno del palazzo si può ancora ammirare lo scalone cinquecentesco nell'ala sud, che prospetta sul cortile con tre aperture per piano costituite da una finestra architravata e due archi ai lati. L'apertura della scala al piano terra è sormontata da una pensilina in ferro battuto con ricchi motivi ornamentali tardottocenteschi. 
Nel 2019 la Soprintendenza Archeologia Belle Arti e Paesaggio ha autorizzato l’installazione di un’opera d’arte contemporanea, un cancello in ferro battuto e vetro fuso come bronzo realizzato da Mimmo Paladino a chiusura dell’androne del fabbricato. L’opera ed il contesto monumentale dell’intervento presentano interessanti similitudini con il cancello dell’orto di Santa Croce in Gerusalemme a Roma, realizzato nel 2007 da Jannis Kounellis. 
La scultura dell'artista sannita diventa il diaframma tra la città e il cortile del palazzo: tessuto quasi come un ricamo di numeri e profili di volti, segni tipici del linguaggio paladiniano, il cancello lascia trapelare le facciate interne e il fondo intenso di vegetazione caratteristico dei giardini dei palazzi del centro storico napoletano. Il disegno a colpo d'occhio, considerata la policromia dei vetri e le volute dell'acciaio piegato e ripiegato, fa cenno alle architetture e alle pitture art nouveau. Qui, come sempre accade nell'opera di Paladino, lo stile è solo citato. Le linee flessuose e i colori ricchi, a ben vedere, costruiscono figurazioni che hanno a che fare con l'immaginario popolare. I numeri della tombola e i volti di vetro che si affollano, così come i listelli geometrici illuminati dalla luce del sole, sono anche e soprattutto un'idea di Napoli: memoria, riti, moltitudini, energia, linguaggio, arte. 
L’innesto di un’opera di arte contemporanea conferma la felice stratificazione di linguaggi, stili e materiali che costituisce l’unicità di palazzo Firrao.